# Liste de devises de familles britanniques
 (mai 2023).
Si vous disposez d'ouvrages ou d'articles de référence ou si vous connaissez des sites web de qualité traitant du thème abordé ici, merci de compléter l'article en donnant les références utiles à sa vérifiabilité et en les liant à la section « Notes et références ».
 (mai 2023).
La mise en forme du texte ne suit pas les recommandations de Wikipédia : il faut le « wikifier ».
Les points d'amélioration suivants sont les cas les plus fréquents. Le détail des points à revoir est peut-être précisé sur la page de discussion.
- Les titres sont pré-formatés par le logiciel. Ils ne sont ni en capitales, ni en gras.
- Le texte ne doit pas être écrit en capitales (les noms de famille non plus), ni en gras, ni en italique, ni en « petit »…
- Le gras n'est utilisé que pour surligner le titre de l'article dans l'introduction, une seule fois.
- L'italique est rarement utilisé : mots en langue étrangère, titres d'œuvres, noms de bateaux, etc.
- Les citations ne sont pas en italique mais en corps de texte normal. Elles sont entourées par des guillemets français : « et ».
- Les listes à puces sont à éviter, des paragraphes rédigés étant largement préférés. Les tableaux sont à réserver à la présentation de données structurées (résultats, etc.).
- Les appels de note de bas de page (petits chiffres en exposant, introduits par l'outil «  Source ») sont à placer entre la fin de phrase et le point final[comme ça].
- Les liens internes (vers d'autres articles de Wikipédia) sont à choisir avec parcimonie. Créez des liens vers des articles approfondissant le sujet. Les termes génériques sans rapport avec le sujet sont à éviter, ainsi que les répétitions de liens vers un même terme.
- Les liens externes sont à placer uniquement dans une section « Liens externes », à la fin de l'article. Ces liens sont à choisir avec parcimonie suivant les règles définies. Si un lien sert de source à l'article, son insertion dans le texte est à faire par les notes de bas de page.
- La présentation des références doit suivre les conventions bibliographiques. Il est recommandé d'utiliser les modèles {{Ouvrage}}, {{Chapitre}}, {{Article}}, {{Lien web}} et/ou {{Bibliographie}}. Le mode d'édition visuel peut mettre en forme automatiquement les références.
- Insérer une infobox (cadre d'informations à droite) n'est pas obligatoire pour parachever la mise en page.

Pour une aide détaillée, merci de consulter Aide:Wikification.
Si vous pensez que ces points ont été résolus, vous pouvez retirer ce bandeau et améliorer la mise en forme d'un autre article.
Liste alphabétique non exhaustive de devises de familles britanniques.

## Liste des familles
- Haut – A
- B
- C
- D
- E
- F
- G
- H
- I
- J
- K
- L
- M
- N
- O
- P
- Q
- R
- S
- T
- U
- V
- W
- X
- Y
- Z

### A
- Abney-Hastings : « I bide my time » (J'attends mon heure).
- Acheson : « Vigilantibus » (Être vigilant).
- Addington : « Libertas sub rege pio » (Liberté sous un Roi pieux).
- Addison : « Servire est vivere » (Servir c'est vivre)[1].
- Agar : « Via trita via tuta » (La route usée est la route sûre)[2].
- Akers-Douglas : « Sapientia et veritas » (Sagesse et vérité).
- Alexander : « Per mare, per terras » (Par la mer, par la terre) et « Per mare, per terras, per astra » (Par la mer, par la terre, par les étoiles).
- Annesley : « Virtutis amore » (Pouvoir avec amour).
- Anson : « Nil desperandum » (Ne désespérez pas).
- Arbuthnott : « Laus Deo » (Dieu soit loué).
- Armstrong-Jones : « A noddo duw a noddir » (Ce que Dieu veut sera).
- Ashley-Cooper : « Love, Serve » (Aimer, Servir).
- Asquith : « Sine macula macla » (Sans défaut)[3].
- Astor : « Ad Astra » (Vers Les étoiles)[4].
- Aungier : « Scio confido » (Je connais bien la confiance).

- Haut – A
- B
- C
- D
- E
- F
- G
- H
- I
- J
- K
- L
- M
- N
- O
- P
- Q
- R
- S
- T
- U
- V
- W
- X
- Y
- Z

### B
- Bailey : « Libertas » (Liberté).
- Baillie-Hamilton : « Quid clarius astris » (Qu'y a-t-il de plus brillant que les étoiles).
- Balfour : « Fordward » (En avant) et « Virtus ad æthera tendit » (La vertu s'efforce vers le ciel)[5].
- Baring : « Probitate et labore » (Honnêteté et travail acharnél) ou « Virtus in arduis » (La force dans le difficile).
- Bathurst : « Tien ta foy. »
- Beatty : « Non vi sed arte » (Pas par la force mais par l'habileté).
- Beauclerk : « Auspicium melioris aevi » (Un gage de temps meilleur)[6].
- Beaumont : « Fide sed cui vide » (Aie confiance, mais regarde à qui tu fais confiance).
- Bennet : « De bon vouloir servir le Roy. »[7]
- Bentinck : « Craignez honte. »[8].
- Beresford : « Nil nisi crucen » (Rien que la Croix).
- Berry : « Persevera et vince » (Persévérer et conquérir).
- Bertie : « Loyaltée me oblige. »[9]
- Best : « Libertas in legibus » (Liberté dans les lois).
- Bethell : « Ap Ithel » (Bethell)[10].
- Bewicke-Copley : « In cruce vinco » (Je vaincs sur la croix).
- Biddulph : « Sublimiora petamus » (Visons des choses plus nobles).
- Bigham : « I advance » (J'avance).
- Bingham : « Spes mea Christus » (Le Christ est mon espoir).
- Birdwood : « In Bello Quies » (La paix dans la guerre)[11].
- Birkett : « Lex mea lux » (La loi est ma lumière).
- Bligh : « Finem respice » (Regarde la fin).
- Boscawen : « Patience passe science » et « In coelo quies » (Au paradis il y a du repos)[12].
- Bowes-Lyon : « In te Domine speravi » (Je mets ma confiance en toi, Seigneur).
- Boyle : « Dominus providebit » (Le Seigneur pourvoira) ou « God's providence is mine inheritance » (La providence de Dieu est mon héritage)[13].
- Brabazon : « Vota vita mea » (Béni soit ma vie).
- Brain : « Mens stella cerebri » (L'esprit est l'étoile du cerveau)[14].
- Brand : « Pour bien désirer. »[15]
- Brett : « Vicimus » (Nous avons vaincus)[16].
- Bridgeman : « Ne supra modum sapere » (Pas au-delà des limites du sage) et « Nec temere, Nec timide » (Ni imprudemment, ni timidement).
- Bridgham : « Jura sunt mea vindicabo (je défendrai mes serments).
- Brodrick « A cuspide corona » (Du point de la couronne).
- Brooke : « Gloria finis » (Gloire jusqu'à la fin).
- Browne : « Loyal en tout. »
- Browne : « Suivez raison. »
- Brudenell-Bruce : « Fuimus » (Nous étions) et « Think and Thank » (Pensez et Remerciez)[17].
- Buckley : « To my utmost » (À mon maximum)[18].
- Buckmaster : « Equanimitas, magnanimitas » (Équanimité, magnanimité)[19].
- Bulwer-Lytton : « Hoc virtutis opus » (C'est l'œuvre de la vertu)[20].
- Butler : « Comme je trouve » et « Depressus extollor » (Je souligne la déprime).
- Byng : « Tuebor » (Je défendrai)[21].

- Haut – A
- B
- C
- D
- E
- F
- G
- H
- I
- J
- K
- L
- M
- N
- O
- P
- Q
- R
- S
- T
- U
- V
- W
- X
- Y
- Z

### C
- Cadman : « Semper Paratus » (Toujours prêt).
- Cairns : « Effloresco » (Je fleuris).
- Campbell : « Ne Obliviscaris (N'oubliez pas) et « Candidus cantabit moriens » (Le cœur pur chantera en mourant) et « Be mindful » (Soyez conscient).
- Capell : « Fide et fortitudine » (Foi et courage).
- Cardogan : « Qui invidet minor est » (Celui qui envie est inférieur).
- Carington : « Tenax et fidelis » (Tenace et fidèle).
- Carnegie : « Dred God » (Dieu rouge) et « Deo juvante » (Avec l'aide de Dieu).
- Cary : « In utroque fidelis » (Fidèle à l'un et à l'autre).
- Cathcart : « I hope to speed » (J'espère aller plus vite).
- Cave : « Cave Deus videt » (Méfiez-vous du regard de Dieu)[22].
- Cavendish : « Cavendo tutus » (Sûr grâce à la prudence)[23].
- Cecil : « Cor unum via una » (Un cœur, un chemin) et « Sero sed serio » (En retard mais sérieusement)[24].
- Charteris : « Je pense. »
- Chichester : « Invictum sequitur honor » (L'honneur suit celui qui ne le cherche pas)[25].
- Cholmondeley : « Cassis tutissima virtus » (La vertu est le casque le plus sûr)[26].
- Clegg-Hill : « Qui uti scit ei bona » (Celui qui sait s'en servir est bon pour lui).
- Cochrane « Virtute et labore » (Par la bravoure et l'effort)[27].
- Cole : « Deum cole regem serva » (Adore Dieu et garde le Roi).
- Coke : « Prudens qui patens » (Il est prudent qui est patient).
- Collier : « Persevere » (Persévérer)[28].
- Compton : « Je ne cherche qu'un. »[29]
- Conyngham : « Over fork over » (Au-dessus de la fourche).
- Cooper : « Odi et amo » (J'aime et je hais).
- Corbett : « Deus pascit corvos » (Dieu nourrit les corbeaux).
- Courtenay : « Ubi lapsus quid feci » (Où ai-je glissé, qu'ai-je fait ?).
- Coventry : « Candide at constanter » (Franchement mais constamment)[30].
- Craven : « Virtus in actione consistit » (Le pouvoir consiste dans l'action).
- Crichton : « God send grace » (Dieu envoie la grâce).
- Crichton-Stuart : « Nobilis est ira leonis » (La colère du lion est noble) et « God send grace » (Dieu envoie la grâce) et « Avito viret honore » (Il fleurit dans l'honneur ancestral).
- Cross : « Crede cruci » (Confiance en la Croix)[31].
- Cunliffe-Lister : « Retinens vestigia famae » (Garder une trace de la renommée) ou « Fideliter » (Fidèlement) ou « C'est la virtu seul qui donne la noblesse. »
- Curzon : « Let Curzon holde what Curzon helde » (Que Curzon maintienne ce que Curzon maintient) et « Recte et suaviter » (Justement et doucement).
- Cust : « Opera illius mela sunt » (Ses œuvres sont des pommes).

- Haut – A
- B
- C
- D
- E
- F
- G
- H
- I
- J
- K
- L
- M
- N
- O
- P
- Q
- R
- S
- T
- U
- V
- W
- X
- Y
- Z

### D
- Dalrymple : « Firm » (Entreprise).
- Darcy : « Un Dieu, un Roi. »
- Dawnay : « Timet pudorem » (Il craint la honte)[32].
- Davidson : « Lux Ex Tenebris » (La lumière depuis les ténèbres)[33].
- Denison : « Adversa virtute repello » (Je repousse l'adversité avec le courage).
- Denison-Pender : « Persevero » (Je persévère).
- Devereux : « Virtutis comes invidia » (L'envie accompagne la vertu).
- Digby : « Deo non fortuna » (De Dieu, pas de chance).
- Douglas : « Jamais arrière ! »
- Drummond : « Virtutem coronat honos » (La force couronne l'honneur).
- Duff : « Deo juvante » (Avec l'aide de Dieu) et « Virtute et opera » (Vertu et travail).
- Dundas : « Essayez. »[10]

- Haut – A
- B
- C
- D
- E
- F
- G
- H
- I
- J
- K
- L
- M
- N
- O
- P
- Q
- R
- S
- T
- U
- V
- W
- X
- Y
- Z

### E
- Eccles : « Truth and Beauty » (Vérité et beauté).
- Eden : « Si sit prudentia » (S'il y a de la prudence).
- Edgcumbe : « Au plaisir fort de Dieu. »
- Egerton : « Sic donec » (Ainsi jusqu'à) ou « Virtuti non armis fedo » (Je fais confiance à la force, pas aux armes).
- Eliot : « Præcedentibus insta » (Appuyez sur ceux qui sont en tête).
- Elliot-Murray-Kynynmound : « Non eget arcu » (Il n'a pas besoin d'arc) et « Suaviter et fortiter » (Doucement et fortement).
- Erroll : « It will come out all right » (Tout ira bien)[34].
- Erskine : « Je pense plus. »

- Haut – A
- B
- C
- D
- E
- F
- G
- H
- I
- J
- K
- L
- M
- N
- O
- P
- Q
- R
- S
- T
- U
- V
- W
- X
- Y
- Z

### F
- Feilding : « Crescit sub pondere virtus » (La vertu grandit sous l'oppression).
- Fiennes-Clinton : « Loyaulté n'a honte. »[35]
- Finch-Hatton : « Nil conscire sibi » (Conscient d'aucun mal) et « Virtus tutissima cassis » (La vertu est le casque le plus sûr).
- Finch-Knightley : « Aperto vivere voto » (Vivre dans une foi ouverte).
- FitzClarence : « Nec temere, nec timide » (Ni imprudemment, ni timidement).
- FitzGerald : « Crom a boo » (Croom à la victoire).
- FitzRoy : « Et decus et pretium recti » (L' ornement est la récompense de la vertu).
- Foley : « Ut prosim » (Peut-être bénéfique).
- Forbes : « Grace, me guide »[36] et « Fax mentis incendium glorie » (Gloire aux feus de la foi).
- Fortescue : « Forte scutum salus ducum » (Un bouclier solide est le salut des dirigeants)[37].
- Fox-Lane : « Inconcussa virtus » (Une force inébranlable).
- Fox-Strangeways : « Faire sans dire. »

- Haut – A
- B
- C
- D
- E
- F
- G
- H
- I
- J
- K
- L
- M
- N
- O
- P
- Q
- R
- S
- T
- U
- V
- W
- X
- Y
- Z

### G
- Gage : « Courage sans peur. »
- Ganzoni : « Fidelitas vincit » (La fidélité triomphe).
- Gascoyne-Cecil : « Sero Sed Serio » (En retard mais sérieusement).
- Gathorne-Hardy : « Armé de foi hardi. »
- Gibbs : « Tenax propositi » (Tenace dans l'objectif).
- Gibson : « Coelestes pandite portae » (Ouvre les portes du ciel).
- Giffard : « Ne vile velis » (Ne sois pas méchant).
- Gilbey : « Hodie non cras » (Aujourd'hui pas demain).
- Glyn : « Qui sera, sera. »
- Godolphin : « Franc ha leal eto ge » (Franc et loyal tu es).
- Gordon : « Animo non Astutia » (L'esprit n'est pas rusé) et « Fortuna sequatur » (La fortune suivra) et « Bydand » (Je vais).
- Gordon-Lennox : « Avant Darnlie »[38] et « En la rose je fleuris »[38].
- Gore : « In hoc signo vinces » (Par ce signe tu vaincras).
- Gough : « Fauch a ballagh » (Laissez le chemin libre).
- Gray : « Anchor fast anchor » (Ancre, ancre rapide).
- Greenwood : « Law and Loyalty » (Droit et loyauté).
- Greville : « Vix ea nostra voco » (J'appelle ces choses à peine les nôtres)[39].
- Grey « De bon vouloir servir le roy. »
- Grimston « Medioctria firma » (Les choses modérées sont stables).
- Grosvenor : « Virtus non stemma » (La vertu, pas l'ascendance).
- Guest : « Ferro non gladio » (Par le fer, pas par l'épée).
- Guinness : « Spes mea in Deo » (Mon espoir en Dieu) et « Noli judicare » (Ne jugez pas).
- Gully : « Nec temere nec tarde » (Ni imprudemment ni lentement)[40].

- Haut – A
- B
- C
- D
- E
- F
- G
- H
- I
- J
- K
- L
- M
- N
- O
- P
- Q
- R
- S
- T
- U
- V
- W
- X
- Y
- Z

### H
- Haig : « Tyde what may » (Ce qui sera, sera).
- Hamilton : « Through » (À travers) et « Sola nobilitas virtus » (La seule noblesse est la vertu)[41].
- Hamilton-Russell : « Nec timeo, Nec sperno » (Ni peur, Ni désespoir).
- Hanbury-Tracy : « Memoria pi aeterna » (Souvenir éternel).
- Hardinge : « Mens Aequa Rebus in Arduis » (Un esprit égal dans les difficultés).
- Hare : « Odi profanum » (Je déteste tout ce qui est profane).
- Harley : « Virtute et fide » (Par la vertu et la foi)[26]
- Harmsworth : « Bene qui sedulo » (Celui qui agit avec diligence agit bien).
- Harris : « Ubique patrian reminisci » (Partout je me souviens de mon pays) et « Je maintiendrai. »
- Hastings-Bass : « In veritae victoria » (La vérité dans la victoire).
- Hay : « Serva jugum » (Gardez le joug) et « Renovate animos » (Renouvelez vos esprits) et « Spair nought » (Spair rien).
- Head : « Study Quiet » (Étudier en silence)[42].
- Hely-Hutchinson : « Fortiter gerit Crucem » (Il porte la Croix avec force).
- Hennessy : « Vi vivo et armis » (Je vis de force et d'armes)[43].
- Herbert : « Ung je serviray. »[44]
- Hervey : « Je n'oublieray jamais. »
- Hicks Beach : « Tout en bon heure. »
- Hill : « Per Deum ferrum obtinui » (Par Dieu et mon épée j'ai obtenu) et « Ne tentes aut perfice » (Soit je ne tente pas, soit je réussis)[45] et « Probum non paenitet » (L'honnête homme n'a pas à se repentir)[42].
- Hobart-Hampden : « Anctor pretiosa facit » (L'ancre est chère).
- Holland-Hibbert : « Respice aspice prospice » (Regarde en arrière, regarde, regarde en avant)[46].
- Hood : « Steady » (constant) et « Ventis secundis » (Avec des vents favorables) et « Zealous » (Zélée).
- Hope : « At spes infracta » (Pourtant mon espoir est intact)[47] ou « Spes mea non fracta » (Mon espoir n’est pas brisé).
- Hoyer Millar : « Manent optima corlo » (Le meilleur vous attend au paradis)[48].
- Huggins : « Cuncti perseveramus » (Persévérons tous)[49].
- Hughes-Young : « Press through » (Appuyez à travers)[50].

- Haut – A
- B
- C
- D
- E
- F
- G
- H
- I
- J
- K
- L
- M
- N
- O
- P
- Q
- R
- S
- T
- U
- V
- W
- X
- Y
- Z

### I
- Innes-Ker : « Be traist » (Soyez prudents) et « Pro Christo et patriæ dulce periculum » (Pour le Christ et la patrie, le danger est doux).
- Inskip : « Be careful » (Soit prudent).
- Ironside : « Fear not hold fast » (N'ayez pas peur, tenez bon)[51].
- Isaacs : « Aut nunquam tentes aut perfice » (Réussir ou ne pas essayer).

- Haut – A
- B
- C
- D
- E
- F
- G
- H
- I
- J
- K
- L
- M
- N
- O
- P
- Q
- R
- S
- T
- U
- V
- W
- X
- Y
- Z

### J
- Jellicoe : « Sui memores alios fecere merendo » (Reconnus pour leurs mérites)[52].
- Jervis : « Thus » (Ainsi).
- Jocelyn : « Faire mon devoir. »
- Johnston : « Nunquam non paratus » (Jamais sans préparation).
- Joynson-Hicks : « Cassis Tutissima Virtus » (Cassis est le pouvoir le plus sûr)[53].

- Haut – A
- B
- C
- D
- E
- F
- G
- H
- I
- J
- K
- L
- M
- N
- O
- P
- Q
- R
- S
- T
- U
- V
- W
- X
- Y
- Z

### K
- Kearley : « Fit via vi » (La voie se fait par la force).
- Keith : « Quae amissa salva » (Sauvez ce qui a été perdu) ou « Veritas vincit » (La vérité vaincra).
- Kennedy : « Avise la fin. »[54]
- Kemp : « Lucem spero » (J'espère la lumière)[55].
- Keppel : « Ne cede malis » (Ne pas céder).
- Kerr : « Sero sed serio » (En retard mais sérieusement)[56].
- King : « Labor ipse voluptas » (Le travail en lui-même est un plaisir).
- Kitchener : « Thorough » (Complet).
- Knatchbull : « In Crucifixa gloria mea » (Ma gloire est sur la Croix).
- Knollys : « In utrumque paratus » (Prêt pour les deux).
- Knox : « Moveo et proficio » (Je bouge et j'avance).

- Haut – A
- B
- C
- D
- E
- F
- G
- H
- I
- J
- K
- L
- M
- N
- O
- P
- Q
- R
- S
- T
- U
- V
- W
- X
- Y
- Z

### L
- Lamb : « Virtute et fide » (Vertu et foi).
- Lascelles : « In dolo Deo salus » (En Dieu seul est notre salut)[57].
- Law : « Compositium jus fasque animi » (Droit et équité forment bonne combinaison).
- Law de Lauriston : « Nec obscura nec ima » (Rien d'obscur ni de bas).
- Lawrence : « Be ready » (Être prêt).
- Leathers : « Dum spiro servo » (Pendant que je respire, je sers)[58].
- Legge : « Gaudet tentamine virtus » (La vertu se réjouit de la tentation).
- Lennox-Boyd : « Confidas » (Confidences)[42].
- Leslie : « Grip fast » (Prise rapide) et « Mens cujusque is est cuis que » (L'esprit de chacun est à qui il appartient).
- Leslie-Melville : « Pro Rege et patria » (Pour le Roi et la patrie).
- Lever : « Mutare vel timere sperno » (Je méprise le changement ou la peur)[59].
- Leveson-Gower : « Sans peur »[60] ou « Frangad non flectes » (Plié mais pas cassé)[61].
- Lindsay : « Endure fort. »
- Lloyd-George : « Y gwir yn erbyn y bydy » (La vérité contre le monde).
- Long : « Pieux quoique preux. »[62]
- Low : « Spes » (Espoir)[42].
- Lowther : « Magistratus indicat virum » (l'Office identifie l'homme)[63].
- Lumley : « Murus aeneus conscientia sana » (Une bonne conscience est un mur de bronze)[64] et « Be fast » (Sois rapide).
- Lyttelton : « Ung Dieu, ung Roy » (Un Dieu, un Roi).
- Lytton : « Hoc virtutis opus » (C'est l'œuvre de la vertu)[20].

- Haut – A
- B
- C
- D
- E
- F
- G
- H
- I
- J
- K
- L
- M
- N
- O
- P
- Q
- R
- S
- T
- U
- V
- W
- X
- Y
- Z

### M
- MacCarthy : « Forti et nihil difficile » (Fort et obstiné).
- MacKay : « Manu forti » (D'une main forte).
- MacKenzie : « Luceo non uro » (Je brille mais ne brûle pas)[65].
- MacKintosh : « Touch not the cat but a glove » (Ne touchez pas un chat sans un gant) et « By faith and by work » (Par la foi et par le travail)[14].
- MacMillan : « Miseres discere succo » (Ils se lamentent, j'apprends le point).
- MacPherson : « Touch not the cat but a glove » (Ne touchez pas un chat sans un gant) ou « Le Cridhe's Le Cliu. »[24]
- Maitland : « Consilo et animis » (Je conseille et encourage).
- Makins : « In lumine luce » (Briller dans la lumière)[66].
- Manners : « Pour y parvenir. »
- Manningham-Buller : « Aquila non capit muscas » (L'aigle n'attrape pas les mouches).
- Mansfield : « Steadfast » (Inébranlable)[67].
- Margesson : « Loyaute me lie. »[14].
- Marquis : « Fortitudine Virtute Dabitur » (Par la force et le courage, il sera donné).
- Marsham : « Non sibi sed patriæ » (Pas pour soi mais pour la patrie).
- Meade : « Toujours prest. »
- Meston : « In Deo fides » (Foi en Dieu)[68].
- Mills : « Balance and Control » (Équilibre et contrôle)[69].
- Milner : « Do right and fear nothing » (Soit juste et n'ai peur de rien)[70].
- Molesworth : « Vincit, Amor, Patriæ » (Victoire, Amour, Patrie).
- Monck : « Fortiter, fideliter, feliciter » (Fortement, fidèlement, avec succès).
- Monckton : « Famam extendere factis » (Répandre la renommée)[24].
- Monson : « Prest pour mon pais. »
- Montagu : « Disponendo me, non mutando me » (En me débarrassant, pas en me changeant) et « Post tot naufragia portum » (Après tant de naufrages, un havre)[71].
- Montagu-Stuart-Wortley-Mackenzie : « Avito viret honore » (Il s'épanouit avec l'honneur de ses ancêtres)
- Montgomery : « Gardez bien.  »
- Moore : « Fortis cadere cedere non potest » (Les braves peuvent tomber, mais ne peuvent céder)[72].
- Moreton : « Perseverando » (Par persévérance).
- Morrison : « Praetio prudentia praestat » (Prudence avant toute pensée de récompense).
- Morrison : « An tighnearna mo bhuachaille » (Le seigneur est mon berger)[73].
- Mostyn : « Hodie non cras » (Aujourd'hui pas demain).
- Mountbatten : « In honour bound » (En l'honneur lié).
- Muff : « Labor Omnia Vincit » (Un travail acharné vient à bout de tout).
- Murray : « Furth fortune and fill the fetters » (Avancez la fortune et remplissez les chaînes)[74] et « Tout prest » ou « Praite » et « Spero meliora » (J'espère de meilleures choses)[75].

- Haut – A
- B
- C
- D
- E
- F
- G
- H
- I
- J
- K
- L
- M
- N
- O
- P
- Q
- R
- S
- T
- U
- V
- W
- X
- Y
- Z

### N
- Napier : « Tu vincula frange » (Tu brises les liens).
- Nelson : « Faith and works » (Foi et œuvre) et « Palmam qui meruit ferat » (Que celui qui l'a méritée porte la palme).
- Nevill ou Neville : « Ne vile velis » (Ne soit pas mauvais, Ne soit pas méchant).
- Noel : « Tou bien ou rien. »
- Norrie : « Deus nobis providet » (Dieu nous pourvoit).
- North : « Animo et fide » (Avec âme et foi).
- Northcote : « Christi Crux est mea lux » (La Croix du Christ est ma lumière).
- Norton : « Avi numerantur avorum » (Nous sommes une longue lignée d'ascendance)[76].
- Norton : « Frangas non Flectes » (Plié pas cassé)[77].

- Haut – A
- B
- C
- D
- E
- F
- G
- H
- I
- J
- K
- L
- M
- N
- O
- P
- Q
- R
- S
- T
- U
- V
- W
- X
- Y
- Z

### O
- Ogilvy : « A fin. »
- O'Neill : « Invitum sequitur honor ; Lamh dearg Eirin » (La réticence suit l'honneur ; La main rouge d'Erin)[24].
- Onslow : « Festina lente » (Hâte-toi lentement).
- Ormsby-Gore : « In hoc signo vinces » (Sous ce signe tu vaincras).
- Osborne : « Pax in bello » (La paix dans la guerre).

- Haut – A
- B
- C
- D
- E
- F
- G
- H
- I
- J
- K
- L
- M
- N
- O
- P
- Q
- R
- S
- T
- U
- V
- W
- X
- Y
- Z

### P
- Paget : « Per il suo contrario » (Pour son contraire).
- Pakenham : « Gloria Virtutis umbra» (La gloire est l'ombre de la vertu).
- Parker : « Fideli certa merces » (La récompense est sûre pour les fidèles)[78].
- Parker : « Sapere aude » (Osez savoir)[79].
- Paulet : « Aimez loyaulté. »
- Peake : « Quae supra quaerenda » (Ce qui est en haut vaut la peine d'être recherché).
- Pearson : « Do it with thy might » (Fais-le de toutes tes forces)[80].
- Pelham : « Vincit amor patræ » (L'amour de mon pays prévaut)[81].
- Pellew : « Deo adjuvante » (Avec l'aide de Dieu)[82].
- Pepys : « Mens cujusque is est quisque » (L'esprit de chacun est celui de chacun).
- Penny : « Semper paratus » (Toujours prêt)[83].
- Perceval : « Sub Cruce candida » (Sous la Croix blanche)[84].
- Percy : « Esperance en Dieu. »
- Pery : « Virtute non astutia » (Par courage, pas par ruse).
- Petre : « Sans Dieu, rien. »
- Petty-Fitzmaurice : « Virtute non verbis » (Par le courage, pas par les mots)[85].
- Philipps : « Ducit Amor Patriae » (Le patriotisme est ma motivation)[18].
- Phipps : « Virtute quies » (Reposez-vous dans la vertu).
- Pitt et Pitt-Rivers : « Æruam servare mentem » (Garder l'esprit ouvert).
- Pleydell-Bouverie : « Patria cara, carior libertas » (Cher pays, chère liberté).
- Plunket : « Festina Lente » (Se hâter lentement)[86].
- Pollock : « Audacter et strenue » (Audacieusement et énergiquement)[34].
- Ponsonby : « Pro Rege Lege Grege » (Pour le Roi, la loi, le peuple)[87].
- Portman : « A clean heart and a cheerful spirit » (Un cœur pur et un esprit joyeux).
- Pratt : « Judicium parium aut lex terræ » (Le jugement des pairs ou la loi du pays).
- Preston : « Sans tâche. »
- Primrose : « Fide et Fiducia » (Par la foi et par la confiance)[88].

- Haut – A
- B
- C
- D
- E
- F
- G
- H
- I
- J
- K
- L
- M
- N
- O
- P
- Q
- R
- S
- T
- U
- V
- W
- X
- Y
- Z

### R
- Ramsay : « Ora et labora » (Prie et travail).
- Ramsbotham : « Non vi sed virtute » (Par la vertu, non par la force).
- Renwick : « Aborare est orare » (Abhorrer c'est prier).
- Rhys : « Secret et hardi » (Secret et courageux)[89].
- Ridley : « Constant in loyalty » (Constant en loyauté)[10].
- Robinson : « Qualis ab incepto » (Comme depuis le début).
- Robinson : « Integrity and understanding » (Intégrité et compréhension).
- Roper-Curzon : « Spen mea in Deo » (Mon espoir est en Dieu).
- Rous : « Je vive en espoir. »
- Rowley-Conwy : « Fide et Amore » (Foi et Amour).
- Runciman : « By sea » (Par la mer).
- Russell : « Che sara sara » (Ce qui sera sera).
- Ruthven : « Deid schaw » (Montrer un acte).
- Ryder : « Servata fides cineri » (La foi gardée avec mon ancêtre).

- Haut – A
- B
- C
- D
- E
- F
- G
- H
- I
- J
- K
- L
- M
- N
- O
- P
- Q
- R
- S
- T
- U
- V
- W
- X
- Y
- Z

### S
- Sackville-West : « Jour de ma vie. »
- Samuel : « Turn not aside » (Ne te détourne pas).
- Samuel : « Facta non verba » (Des actes pas des mots).
- Savile : « Be fast » (Soit rapide).
- Seager : « Animo et fide » (Par le courage et la foi)[90].
- Seymour : « Foy pour devoir »[91] et « Fide et amore » (Avec foi et amour).
- Scott : « Amo » (J'aime)[92]  et « Sit sine labe decus » (Que l'honneur soit sans tache).
- Scrymgeour : « Dissipate » (Se dissiper).
- Sidney : « Quo fata vocant » (Où le destin m'appelle).
- Sinclair : « Commit thy work to God » (Confis ton travail à Dieu)[93].
- Sitwell : « Ne cede malis » (Ne cédez pas au mal).
- Skeffington : « Ad augusta per angusta » (Vers les sommets par des chemins étroits).
- Smith : « Deo non fortuna fretus » (Compter sur Dieu, pas sur la fortune).
- Somers-Cocks : « Prodesse quam conspici » (Ce sera utile comme je peux le voir).
- Somerset : « Mutare vel timere sperno » (Je méprise de changer ou de craindre)[94].
- Spencer et Spencer Churchill : « Fiel pero desdichado » (Fidèle, bien que malheureux)[95] et « Dieu defend le droit. »
- Stanhope : « A Deo et Rege » (De par Dieu et le Roi).
- Stanley : « Sans changer. »[96]
- Stapleton-Cotton : « Utraque fortuna paratus » (Paré en toutes circonstances).
- St Aubyn : « In Se Teres » (Exactement en lui-même).
- St John : « Nec quarere, nec spenere » (Ni plainte, ni désespoir).
- Stuart : « Virescit vulnere virtus » (Le courage se renforce à chaque blessure)[97] et « Saius per Christum redemptorem » (Le salut par le Christ rédempteur)[98] et « Nobilis est ira leonis » (La colère du lion est noble) et « Avito viret honore » (Il s'épanouit en l'honneur des ancêtres).
- Strutt : « Tenax propositi » (Tenace dans l'objectif)[99].
- Suenson-Taylor : « Peace and holy quiet (Paix et sainte quiétude)[24].

- Haut – A
- B
- C
- D
- E
- F
- G
- H
- I
- J
- K
- L
- M
- N
- O
- P
- Q
- R
- S
- T
- U
- V
- W
- X
- Y
- Z

### T
- Taylour : « Consequitur quodcunque petit » (Il obtient tout ce qu'il cherche)[100].
- Temple : « Flecti Non Frangi » (Être plié et non cassé).
- Temple-Gore-Langton : « Templa quam dilecta » (Comme les temples sont délicieux) et « Frangas non flectes » (Tu peux me casser mais tu ne me plieras pas) et « In hoc signo vinces » (Sous ce signe tu vaincras).
- Tennyson : « Respiciens, Prospiciens » (Regarder en arrière, regarder en avant).
- Thesiger : « Spes et fortuna » (Espoir et fortune)[101].
- Thomson : « Never a backward step » (Jamais un pas en arrière)[42]?
- Thynne : « J'ay bonne cause. »
- Tollemache : « Confido conquiesco » (Je repose en confiance).
- Tottenham : « Ad astra sequor » (Je suis les étoiles).
- Townshend : « Haec Generi Incrementa Fides » (La foi a obtenu ces honneurs pour notre course).
- Trench : « Consilio et prudentia » (Conseil et prudence) ou « Dieu pour la Tranche quicontre. »
- Trenchard : « Nosce teipsum » (Connais-toi toi-même).
- Trustram : « Eloquentia virtus evocant » (L'éloquence évoque le pouvoir )[49].
- Tryon : « Do right and fear not » (Faites le bien et n'ayez pas peur).

- Haut – A
- B
- C
- D
- E
- F
- G
- H
- I
- J
- K
- L
- M
- N
- O
- P
- Q
- R
- S
- T
- U
- V
- W
- X
- Y
- Z

### V
- Vane : « Ne vile fano » (Ne déshonore pas l'autel) et « Nec temere, Nec timide » (Ni imprudemment, ni timidement).
- Vane-Tempest-Stewart : « Metuenda corolla draconis » (La corolle du dragon est à craindre).
- Vaux : « Hodie non cras » (Aujourd'hui pas demain).
- Villiers : « Fidei coticula Crux » (La maison de la foi est la Croix)[102].

- Haut – A
- B
- C
- D
- E
- F
- G
- H
- I
- J
- K
- L
- M
- N
- O
- P
- Q
- R
- S
- T
- U
- V
- W
- X
- Y
- Z

### W
- Waldegrave : « Cœlum non animum » (Le paradis n'est pas l'esprit) ou « Passe avant. »
- Wallop : « En suivant la vérité. »
- Walpole : « Fari quae sentiat » (Fais ce que tu ressens).
- Ward : « Comme je fûs. »[103]
- Wedgwood : « Obstantia Discindo » (J'apprends de mes erreurs)[104].
- Wellesley : « Virtutis fortuna comes » (La fortune sourit aux braves).
- Weir : « Forward towards the light » (En avant vers la lumière).
- Westwood « Deeds not words » (De faits, pas des mots)[18].
- Willoughby : « Vérité sans peur. »
- Windsor-Clive : « Je me fie en Dieu. »
- Wingfield : « Fidelité est de Dieu.
- Wodehouse : « Frappe fort » et « Agincourt. »
- Wood : « I like my choice » (J'aime mon choix).
- Woodhouse : « Labor omnia vincit » (Le travail triomphe de tout).

- Haut – A
- B
- C
- D
- E
- F
- G
- H
- I
- J
- K
- L
- M
- N
- O
- P
- Q
- R
- S
- T
- U
- V
- W
- X
- Y
- Z

### Y
- Young : « In college domus » (Une maison sur une colline)[49].
- Younger : « Labentibus junior annis » (Plus jeune au fil des années).
- Yorke : « Nec cupias, Nec metuas » (Ni désir, ni peur).